# Боги Марса
«Боги Марса» (англ. The Gods of Mars) — фантастический роман, написанный Эдгаром Берроузом. Второй в его марсианском цикле. Впервые опубликован в 1913 году в журнале All-Story в номерах с января по май с продолжением. Гонорар Берроуза составил 750 долларов. Книжное издание последовало в 1918 году.

## Сюжет
В первой главе романа Джон Картер умирает на Земле и вновь переносится на Марс. К несчастью, он материализуется в долине Дор — южнополярном регионе, единственном на Марсе, где существуют открытые водоёмы. В марсианской мифологии — это врата загробного царства, куда отправляются красные марсиане достигшие 1000-летнего возраста. Джон Картер, встретившись с невероятными чудовищами — хищными людьми-растениями, вырывает из их рук своего старого друга Тарс Таркаса, поклявшегося найти Картера даже в загробном мире. Они обнаруживают, что в долине Дор существует государство уцелевших белых людей — тарнов, выродившихся в жалких каннибалов, питающихся за счёт суеверия красных марсиан. Картер и Тарс Таркас встречают Тувию — принцессу города красных марсиан Птарс. В это же время на жрецов нападают пираты. Во время боя Тарс Таркас и Тувия сбегают, а Картер попадает в плен к представителям Перворождённых — чёрной расы Марса, чьё царство располагается по берегам подземного моря на Южном полюсе и встречает Файдору — дочь Матаи Шанга. Чёрные поклоняются живой богине — невероятно старой марсианке Иссе, Картер должен быть принесён ей в жертву через год. В тюрьме Картер встречает красного марсианского мальчика, и узнаёт, что это — его сын от Деи Торис, названный Карторисом. Им удаётся поднять восстание против Иссы, и свергнуть её власть.
Вернувшись в Гелиум, Джон Картер обнаруживает, что Дея Торис, будучи не в силах перенести гибель мужа и сына, отправилась в паломничество к Иссе. Отец и дед отправились на поиски, и власть в городе узурпировал Зат Аррас — зоданганец. Попытавшись рассказать о своих подвигах, Джон Картер был обвинён в ереси за посягательство на основы марсианской религии, но ему удалось вырваться. Вернувшись на юг, он узнаёт, что Дея Торис попала в плен к Иссе, вместе с влюблённой в Картера Файдорой. Файдора, Тувия и Дея Торис оказываются в секретном храме Иссы, вход в который откроется только по истечении марсианского года…

## Расы
В романе подробно описаны ещё две марсианские расы, которые только упомянуты в «Принцессе Марса». Первая — Тарны, потомки белых владык. За истекшие века они перешли к каннибализму и полностью облысели, так что вынуждены носить парики. Чёрная раса — возводит своё происхождение к легендарному Древу Жизни, и потому считают остальных марсиан своими рабами. Их государства непроизводящие, но огромный воздушный флот позволяет им грабить все прочие народы Марса.

## Персонажи
- Джон Картер — принц Гелиума.
- Дея Торис — принцесса Гелиума, дочь джеда Малого Гелиума Морса Каяка, внучка джеддака Гелиума Тардоса Морса.
- Тарс Таркас — джеддак Тарка, вождь зелёных марсиан.
- Кантос Кан — офицер флота Гелиума.
- Тувия Птарса — принцесса Птарса — одного из государств красной расы, предпринявшая добровольное паломчество и попавшая в рабство к тарнам - белым жрецам.
- Карторис — сын Деи Торис и Джона Картера, вылупившийся из яйца уже после возвращения Картера на Землю. Имя составлено из фамилий его родителей.
- Ксодар — один из даторов, вождей перворождённых, которого Джон Картер победил в поединке. Был приговорён к рабству, после свержения Иссы стал верховным правителем Юга.
- Турид — датор перворождённых, жестокий садист, сразу же ставший врагом Джона Картера.
- Файдора — дочь Матаи Шанга верховного жреца тарнов.

## Оригинальный текст
- Text of the novel at Project Gutenberg
- Listen to a reading of the novel at LibriVox
- Edgar Rice Burroughs Summary Project page for The Gods of Mars